# ميك برينان (متزحلق جبال الألب)
ميك برينان (بالإنجليزية: Mick Brennan)‏ هو متزحلق جبال الألب بريطاني، ولد في 29 أكتوبر 1979.